# Aptosimum junceum
Aptosimum junceum là một loài thực vật có hoa trong họ Huyền sâm. Loài này được (Hiern) Philcox mô tả khoa học đầu tiên năm 1985.